# قانون الذكاء الاصطناعي
قانون الذكاء الاصطناعي ( أو قانون تنظيم الذكاء الاصطناعي )، هي لائحة  اقترحتها المفوضية الأوروبية في 21 أبريل 2021 بهدف تقديم إطار تنظيمي وقانوني مشترك لاستخدامات الذكاء الاصطناعي. يشمل نطاقها جميع القطاعات (باستثناء العسكرية) وجميع أنواع الذكاء الاصطناعي. كمنظوم يقع على مسؤولية المنتج لا يمنح الاقتراح حقوقًا للأفراد، ولكنه ينظم مقدمي أنظمة الذكاء الاصطناعي ويحدد مسؤولياتهم، والكيانات التي تستفيد منها بصفة مهنية. بحيث لا يضر منتجات الذكاء الاصطناعي الناس.
يهدف قانون الاتحاد الأوروبي لتنظيم الذكاء الاصطناعي المقترح إلى تصنيف وتنظيم تطبيقات الذكاء الاصطناعي بناءً على مخاطر قد تسببها للمجتمع أو المستهلك أو أضرار. ينقسم هذا التصنيف بشكل أساسي إلى ثلاث فئات: الممارسات المحظورة، والأنظمة عالية الخطورة، وأنظمة الذكاء الاصطناعي الأخرى. 
الممارسات المحظورة هي تلك التي تستخدم الذكاء الاصطناعي لإحداث التلاعب اللاشعوري أو استغلال نقاط ضعف الأشخاص التي قد تؤدي إلى ضرر جسدي أو نفسي، أو استخدام عشوائي لتحديد الهوية عن بعد في الوقت الحقيقي في الأماكن العامة لإنفاذ القانون، أو استخدام الدرجات الاجتماعية المستمدة من الذكاء الاصطناعي. "من قبل السلطات لإلحاق الأذى غير العادل بالأفراد أو الجماعات. يحظر القانون تمامًا هذا الأخير (الأذى غير العادل بالأفراد أو الجماعات)، في حين تم اقتراح نظام ترخيص للثلاثة الأولى في سياق إنفاذ القانون. 
الأنظمة عالية الخطورة : وفقًا للقانون، هي تلك التي تشكل تهديدات كبيرة للصحة أو السلامة أو الحقوق الأساسية للأشخاص. وهي تتطلب تقييم المطابقة الإجباري، الذي يتم إجراؤه كتقييم ذاتي من قبل المزود أو المنتج، قبل طرحها في السوق. تتطلب التطبيقات الحرجة خصوصًا، مثل تلك الخاصة بالأجهزة الطبية، التقييم الذاتي للمنتج بموجب متطلبات قانون الذكاء الاصطناعي ليتم النظر فيه من قبل الهيئة المُخطرة التي تجري التقييم بموجب لوائح الاتحاد الأوروبي الحالية، مثل لائحة الأجهزة الطبية .
لا تخضع أنظمة الذكاء الاصطناعي خارج الفئات المذكورة أعلاه لأي تنظيم، مع منع الدول الأعضاء إلى حد كبير من زيادة تنظيمها من خلال أقصى قدر من التنسيق . تم رفض القوانين الوطنية الحالية المتعلقة بتصميم أو استخدام مثل هذه الأنظمة. ومع ذلك، من المتوقع وضع مدونة سلوك طوعية لمثل هذه الأنظمة - وإن لم يكن ذلك منذ البداية. 
كما يقترح القانون إدخال مجلس أوروبي للذكاء الاصطناعي لتعزيز التعاون الوطني وضمان الامتثال للوائح. 
مثل اللائحة العامة لحماية البيانات في الاتحاد الأوروبي، يمكن أن يصبح قانون الذكاء الاصطناعي معيارًا عالميًا.  ليكون لها بالفعل تأثير خارج أوروبا ؛ في سبتمبر 2021 ، أقر الكونجرس البرازيلي مشروع قانون ينشئ إطارًا قانونيًا للذكاء الاصطناعي.  اعتمد المجلس الأوروبي نهجه العام بشأن قانون الذكاء الاصطناعي في 6 ديسمبر 2022.  تدعم ألمانيا موقف المجلس، لكنها لا تزال ترى بعض الحاجة إلى مزيد من التحسين، كما تمت صياغته في بيان مصاحب صادر عن الدولة العضو.  من بين التدابير التي يُرجح اقتراحها لمطوري الذكاء الاصطناعي لمنتجات مثل ChatGPT من Open AI للإعلان عما إذا كانت المواد المحمية بحقوق الطبع والنشر قد تم استخدامها لتدريب تقنيتهم. 

## وضعها في حيز التنفيذ
ينظم القانون الدخول إلى السوق الداخلية للاتحاد الأوروبي. إلى هذا الحد، يستخدم الإطار التشريعي الجديد، والذي يمكن إرجاعه إلى النهج الجديد الذي يعود تاريخه إلى عام 1985. وهذا يعمل على النحو التالي: قام المشرع في الاتحاد الأوروبي بإنشاء قانون الذكاء الاصطناعي، ويحتوي هذا القانون على أهم الأحكام التي يجب أن تمتثل لها جميع أنظمة الذكاء الاصطناعي التي تريد الوصول إلى السوق الداخلية للاتحاد الأوروبي. تسمى هذه المتطلبات "المتطلبات الأساسية". بموجب الإطار التشريعي الجديد، يتم تمرير هذه المتطلبات الأساسية إلى منظمات التقييس الأوروبية التي تضع المعايير الفنية التي تحدد المتطلبات الأساسية بشكل أكبر.
كما ذكر أعلاه، يتطلب القانون من الدول الأعضاء إنشاء هيئات إخطار خاصة بها. للتحقق مما إذا كانت أنظمة الذكاء الاصطناعي تتوافق بالفعل مع المعايير المنصوص عليها في تقييم مطابقة القانون والتنظيم AI-Act .  يتم إجراء تقييم المطابقة هذا إما عن طريق التقييم الذاتي، مما يعني أن مــٌصدر نظام الذكاء الاصطناعي يتحقق من المطابقة بنفسه، أو يتم ذلك من خلال تقييم المطابقة من طرف ثالث مما يعني أن الجهة المبلغة ستقوم بإجراء التقييم.  تحتفظ الهيئات المبلغة بإمكانية إجراء عمليات تدقيق للتحقق مما إذا كان تقييم المطابقة يتم بشكل صحيح. 
في ظل الاقتراح الحالي، يبدو أن العديد من أنظمة الذكاء الاصطناعي عالية الخطورة لا تتطلب تقييم المطابقة من طرف ثالث وهو ما ينتقده البعض من الأعلاميين والمهتمين بسلامة الشباب.     تستند هذه الانتقادات إلى حقيقة أن أنظمة الذكاء الاصطناعي عالية الخطورة يجب تقييمها من قبل طرف ثالث مستقل لتأمين سلامتها بشكل كامل.وفي 13 مارس 2024 أقر برلمان الكتلة بالاتحاد الأوربي بتشريع الذكاء الاصطناعي بين دوله، ومن شأن التشريع أن يحظر استخدام الذكاء الاصطناعي للكشف عن المشاعر في أماكن العمل والمدارس، فضلاً عن الحد من كيفية استخدامه في المواقف عالية المخاطر مثل فرز طلبات العمل. كما أنه سيضع القيود الأولى على أدوات الذكاء الاصطناعي التوليدية، التي استحوذت على اهتمام العالم العام الماضي بفضل شعبية "تشات جي بي تي" (ChatGPT).

## روابط خارجية
- مقترح لتنظيم البرلمان الأوروبي والمجلس الأوروبي لوضع القواعد المنسقة بشأن الذكاء الاصطناعي (قانون الذكاء الاصطناعي) في EUR-Lex
- الإجراء 2021/0106 / COD على EUR-Lex
- الإجراء 2021/0106 (COD) في IL